# Rudolf Faltin

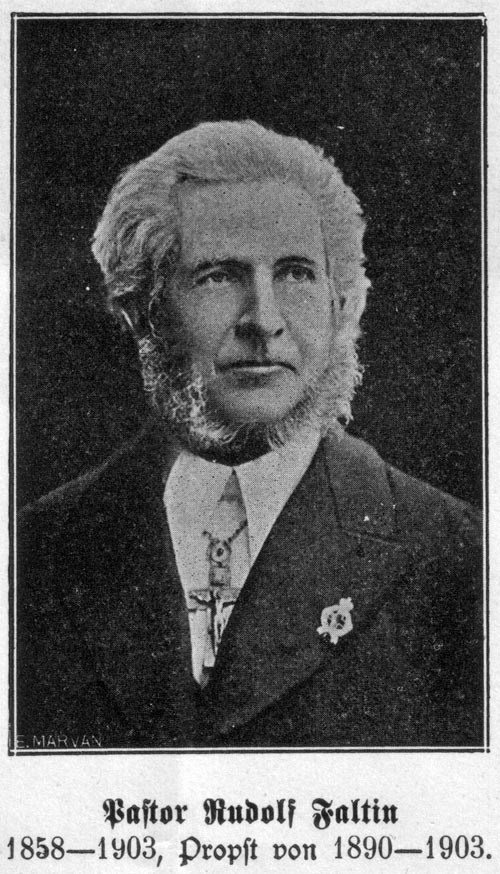
Rudolf Faltin

Rudolf Faltin, eigentlich Ernst Karl Rudolph Faltin (* 21. Maijul. / 2. Juni 1830greg. in Riga; † 27. Januar 1918 in Riga) war ein evangelischer Pastor und Missionar.

## Leben
Rudolf Faltin war der Sohn des Tierarztes Johann Friedrich Leopold Faltin und seiner Ehefrau, Baronesse Juliane Dorothea von Vietinghoff gen. Scheel. Sein Bruder war Alexander Faltin.
Von 1852 bis 1855 studierte er Theologie an der Kaiserlichen Universität Dorpat. Danach arbeitete er zwei Jahre von 1856 bis 1858 als Pfarrgehilfe in Archangelsk in der evangelischen Gemeinde, bevor er 1859 seine Ordination in Riga erhielt. Er ging nach Kischinew im damaligen Bessarabien (heute Chișinău in Moldawien), wo er zahlreiche geistliche Aufgaben wahrnahm. So war er als Militärgeistlicher für das dort stationierte russische Militär tätig. Auch stand er als evangelischer Gemeindepastor dem Kirchspiel der Bessarabiendeutschen in Kischinew vor. Er betreute weit verstreute Diasporagemeinden des Kirchspiels im mittleren, westlichen und nördlichen Bessarabien. Darüber hinaus war er Religionslehrer am Gymnasium in Kischinew. 1890 wurde er zum Propst des Ersten Südrussischen Probstbezirks der Evangelischen Kirche ernannt, der Teil des Konsistoriums in St. Petersburg war. Dadurch war er Seelsorger aller Pastoren, die in den bessarabischen und chersonschen lutherischen Gemeinden tätig waren. Zudem wirkte er – oft erfolgreich – als Judenmissionar in den russischen jüdischen Gemeinden.
1903 emeritierte Rudolph Faltin aus Altersgründen und zog zurück nach Riga. Sein Grab befindet sich in Mitau.

## Familie
Rudolph Faltin war dreimal verheiratet:
- Erste Ehe: geschlossen am 1. Juli 1856 mit Luitgarde Erasmus (* 5. November 1828 in Riga; † 2. Juli 1862 in Kischinew); aus dieser Ehe stammen vier Kinder: Rudolph († 1863), Betty, Luita (* 1860) und Johannes (* 1862; † 1863);
- Zweite Ehe: geschlossen am 16. September 1863 in Kischinew mit Adelaide Katharina Bernardazzi (* 15. September 1829 in Pjatigorsk, Region Stawropol; † 27. Juli 1887 in Odessa); aus dieser Ehe stammt ein Sohn: Herrmann Immanuel (* 3. Oktober 1864 in Kischinew; † 22. Oktober 1932 in München);
- Dritte Ehe: geschlossen am 19. Juni 1889 in Riga mit Mathilde Siering (* 31. Januar 1862 in Riga, getauft in St. Petri).